# Boxeo en la Antigua Grecia

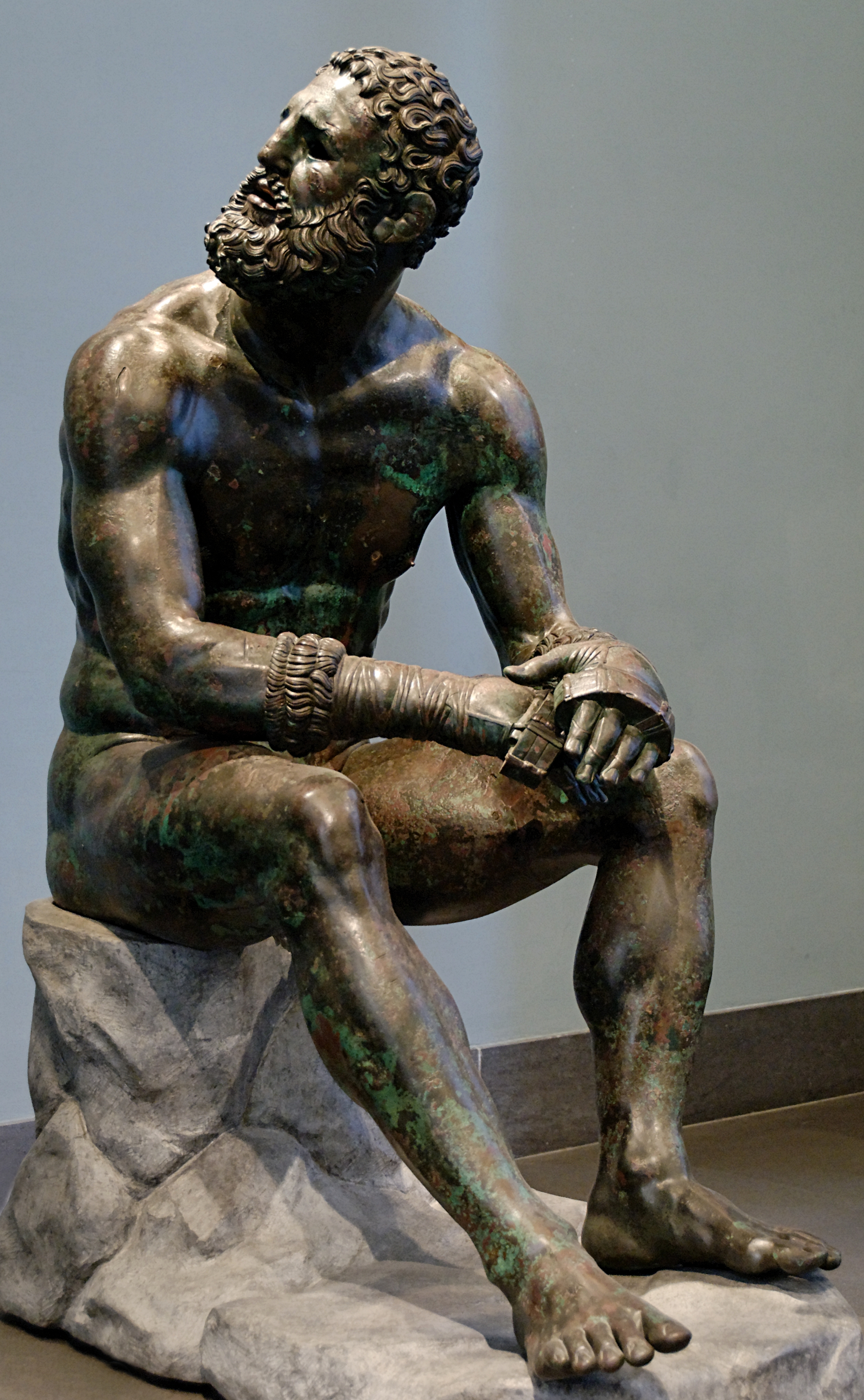
Púgil en reposo después del combate (escultura de bronce, 300-200 a. C.).

El boxeo griego antiguo (en griego Πυγμαχία, Pygmachía, ‘lucha con puños’; y, en latín, pugilatus) es un deporte que se remonta como mínimo al Siglo VIII a. C. (la época en que se supone que vivió Homero) y que se practicaba en las polis griegas en diversos contextos sociales. La mayoría de las fuentes sobre el boxeo griego antiguo son fragmentarias o legendarias, cosa que hace difícil reconstruir de manera detallada las reglas, los usos y la historia que rodeaba esta actividad. Aun así, se sabe con certeza que el boxeo con guantes fue una parte significativa de la antigua cultura atlética griega durante el primer periodo clásico.

## Orígenes

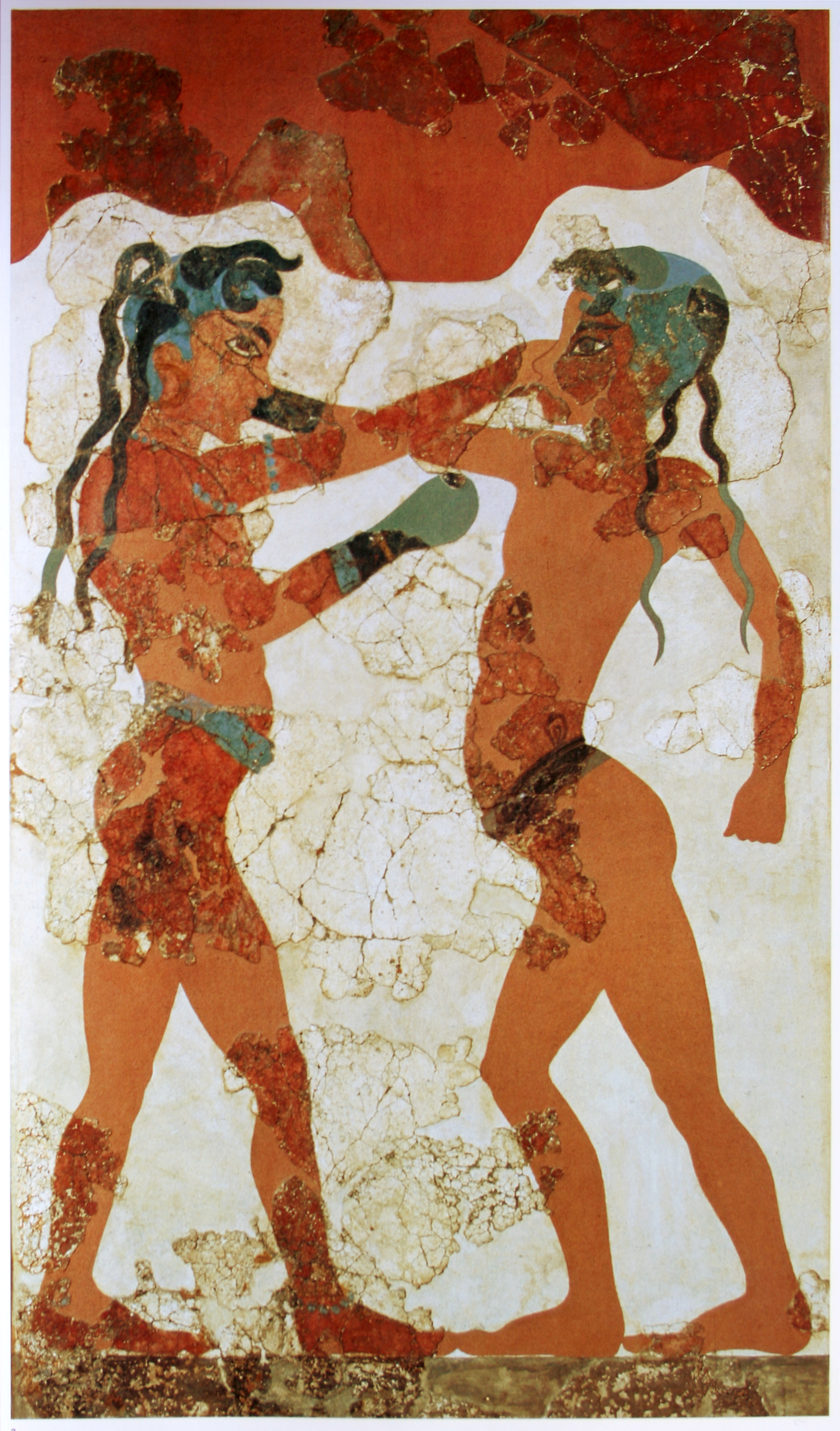
Jóvenes púgiles minoicos representados en un fresco de Cnossos (1500 a. C.) Es la primera prueba conservada del uso de guantes.

Hay pruebas arqueológicas y artísticas del boxeo griego antiguo (pyx o pygme en griego antiguo) ya desde los periodos minoico y micénico. Hay muchas leyendas sobre el origen del boxeo en Grecia; por ejemplo, hay una que explica que Teseo se inventó una forma de boxeo en la que dos hombres se sentaban cara a cara y se empezaban a dar puñetazos hasta que uno de los dos caía muerto. Con el tiempo, los boxeadores comenzaron a combatir de pie, completamente desnudos, con los puños protegidos por guantes (con púas) y los antebrazos vendados hasta el codo.
Según la Ilíada (canto 23), los guerreros micénicos practicaban el boxeo como parte de las competiciones que se celebraban en honor a los caídos, aunque es posible que Homero reflejase una cultura griega más antigua. El boxeo es una de las disciplinas de los juegos funerarios que se disputan en honor de Patroclo, el amigo de Aquiles muerto en combate hacia el final de la guerra de Troya. Es en conmemoración de la muerte de Patroclo que el 688 a. C. los griegos introdujeron el boxeo (pygme o pygmachia) en los Juegos olímpicos en la antigüedad. Los participantes se entrenaban golpeando un saco (korykos) y se cubrían las manos con tiras de cuero (himantes) que les dejaban los dedos libres; a veces también se protegían las muñecas y el pecho de la misma forma.
El erudito e historiador Filóstrato aseguraba que en un principio el boxeo se desarrolló en Esparta para endurecer el rostro de los guerreros que entrarían en batalla. Los primeros espartanos creían que los yelmos eran innecesarios y el boxeo los preparaba para los golpes que recibirían durante el combate. Los espartanos, sin embargo, nunca participaron en competiciones de boxeo, ya que creían que era una manera poco honrosa de caer derrotado.

## Equipamiento

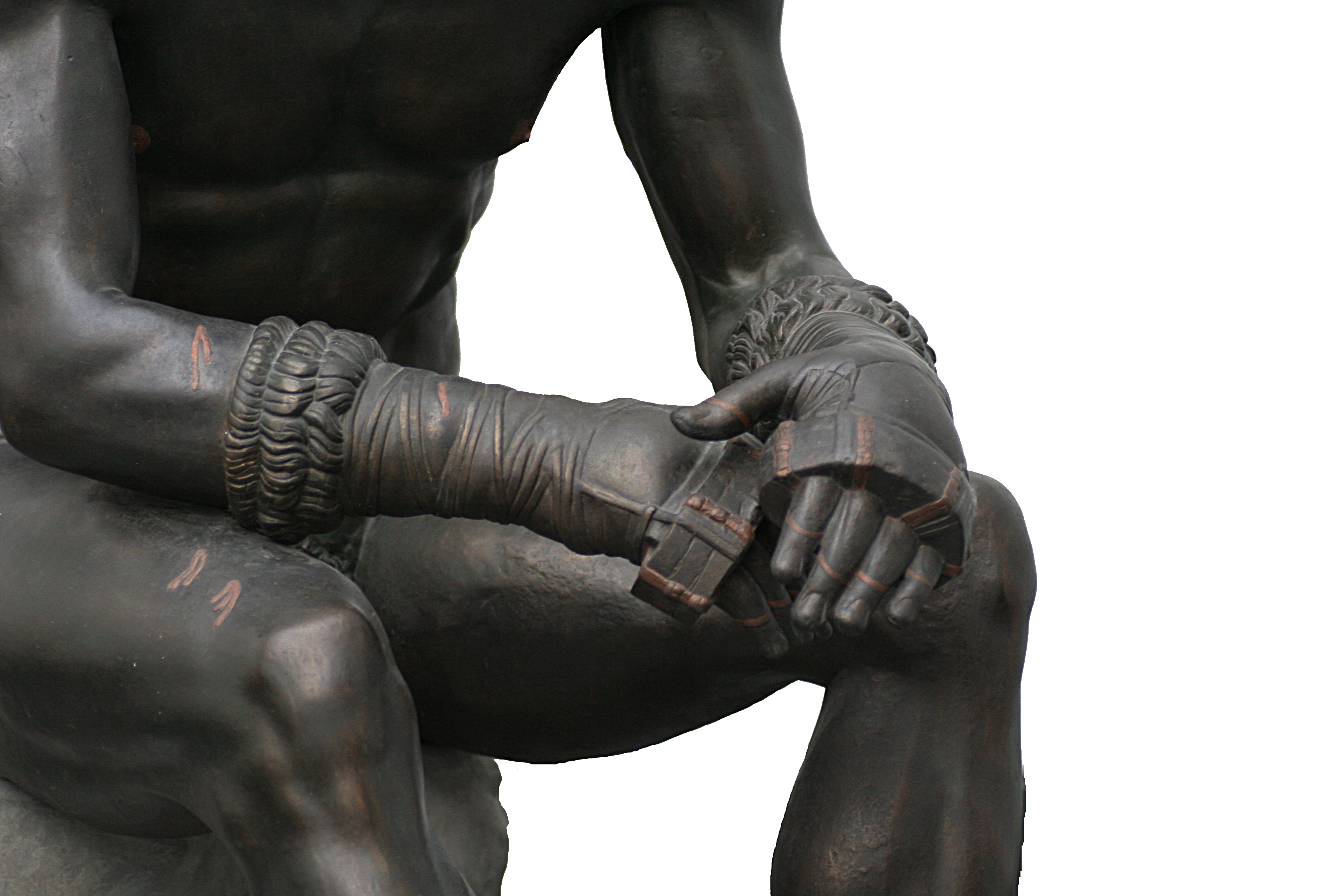
Detalle de las tiras de cuero de las manos.

Hasta aproximadamente el 500 a. C., los boxeadores se protegían los nudillos de las manos con los himantes, unas protecciones creadas mediante tiras de piel de vaca de entre 3 y 3,7 metros de largo con las cuales se enrollaban las manos. Hacia el 400 a. C. se introdujo los sphairai, muy similares a los himantes, pero con la parte interior acolchada y la parte exterior mucho más dura y rígida.
Después de la introducción de los sphairai, muy pronto se incorporaron los oxys, unas gruesas cintas de cuero que protegían las manos, las muñecas y los antebrazos, una banda de lana en el antebrazo permitía que el combatiente se secase el sudor. Las tiras de cuero se extendían hasta el antebrazo para dar un mayor apoyo en el momento del golpeo, y se reforzaron los nudillos también con cuero.
Por otro lado, los boxeadores también utilizaban los korykos, que eran los equivalentes a los modernos sacos de entrenamiento. Se utilizaban para practicar en la palestra y se rellenaban de tierra, harina o mijo.

## Reglas

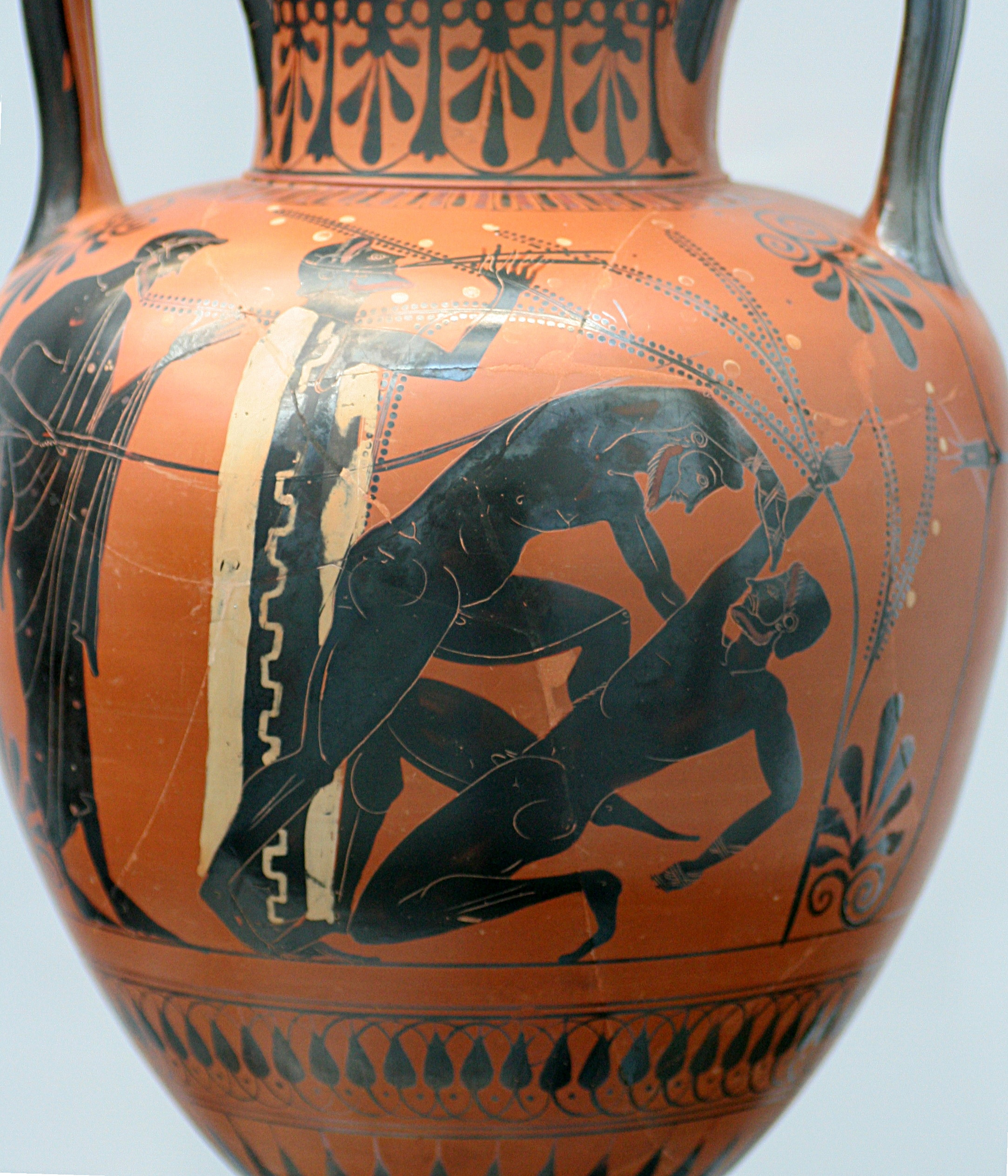
El boxeador de la derecha hace la seña de abandonar la lucha levantando el dedo (ca. 500 a. C.).

Nuestro conocimiento de las reglas del boxeo en la antigua Grecia se basa en referencias históricas e imágenes. Las mismas son solo deducciones y no certezas, ya que nos han llegado pocas referencias y fuentes en buen estado. Aunque existe evidencia de que las reglas permitían patadas, Esto es debatido en el ámbito académico.
- No se podía agarra al rival ni utilizar técnicas de lucha.
- Se aceptaba cualquier tipo de golpe con la mano, pero no se podía agarrar ni arañar con los dedos.
- No había ring.
- No había asaltos ni límite de tiempo para el combate.
- La victoria llegaba cuando uno de los dos boxeadores abandonaba o quedaba incapacitado.
- No había diferentes categorías según el peso; los contrincantes se elegían al azar.
- Los jueces hacían cumplir las normas golpeando a los infractores con una vara.
- Si el combate se alargaba demasiado, los púgiles podían optar por un intercambio de golpes sin defenderse.